# Qualcomm Snapdragon
 Qualcomm Snapdragon és una família de processadors (SoC) de l'empresa Qualcomm emprats habitualment en telèfons intel·ligents i tauletes. Tots són exemples de processadors amb arquitectura ARM.

## Història
Qualcomm és una gran empresa fundada el 1985 amb seu als EUA (San Diego, Califòrnia) i actualment té més de 157 centres diferents repartits per tot el món. Va ser fundada per dos estudiants de l'MIT (Massachusetts Institute of Technology) sota la direcció del professor Irwin M. Jacobs. Poc després de la seva fundació, Qualcomm ja ha estat pionera sobretot en temes de telecomunicacions. De fet, l'any 1990 ja van dissenyar la primera base mòbil basada en CDMA i cap al 1992 ja va començar a fabricar telèfons mòbils basats en CDMA i els seus xips. Qualcomm s'ha dedicat principalment a col·laborar en desenvolupament d'estàndards en el món de la telecomunicació com pot ser LTE.
El 1993 Qualcomm va ser la primera a enviar dades per TCP/IP sobre CDMA i a poc a poc va anar popularitzant aquests protocols en altres empreses venent els seus productes. El 1998 va crear el telèfon intel·ligent CDMA basat en el sistema operatiu Palm i un any després ja va començar a treballar en els estàndards de la comunicació 3G.
El 2000 van introduir la tecnologia GPS en el mateix xip juntament amb la tecnologia Bluetooth entre d'altres.
El 2007 va crear el primer processador de la família Snapdragon després de col·laborar amb Microsoft per posar els seus processadors en telèfons intel·ligents amb sistema operatiu Windows Phone. Els primers processadors Snapdragon van ser el: QSD5250 i el QSD8650 que permetien un processament de dades, continguts multimèdia, connexió 3G a baix consum (van aconseguir que la bateria dels dispositius amb el seu xip duressin un dia).
Més tard el 2008 van aconseguir fer la primera trucada amb HSPA+ (una trucada a través d'Internet en què es requeria una gran velocitat de recepció i transferència). El mateix any van sortir els primers telèfons intel·ligents amb xips Qualcomm per Android i Linux tot i que aquest darrer no va prosperar, ja que era promogut per T-Mobile i HTC i aquestes empreses van sortir de l'Open Handset Alliance (OHA).
Des del 2010 Qualcomm ha anat millorant el suport de HSPA+ i LTE fins a les sèries Snapdragon 800 i 600 sorgides el 2013 i les quals han ampliat amb xips nous durant el 2014.

## Tecnologies
Els xips Snapdragon es diferencien dels xips de la competència perquè integren tecnologies desenvolupades per Qualcomm. Aquestes són les principals que s'han integrat progressivament als xips Qualcomm Snapdragon durant la seva evolució al llarg del temps.

### Qualcomm® RF360 Front End Solution
Tecnologia creada per Qualcomm amb la intenció de compactar els requeriments de les tecnologies 2G, 3G, 4G LTE i també els canals de radiofreqüència per on emet el dispositiu. Tot plegat suposa millora de consum i també una reducció notable de l'espai que ocupen en el xip.

### Multithreaded Qualcomm® Hexagon™ DSP
Consisteix en un processador de senyals digitals, un microprocessador multithread especialitzat i amb arquitectura optimitzada per tractar tota la part de processament de senyals digitals. Normalment s'utilitza per fer conversió analògica a digital o per filtrar els senyals rebuts. També per executar a baix consum instruccions SIMD o VLIW. En el cas dels processadors Qualcomm es posa en el mòdul del mòdem i també en el mòdul de la GPU.

### Gobi™
La tecnologia Gobi és una tecnologia desenvolupada per Qualcomm que va sortir l'octubre del 2007. La tecnologia està plasmada en un circuit integrat que conté tot el que fa referència a les connexions sense fils. Tots aquests xips s'identifiquen per tenir noms com MDMXXXX. Aquest xip controla els protocols GSM i CDMA a més d'incorporar mòdem per suportar 4G, HDSPA+ i LTE. La tecnologia Gobi ha anat evolucionant al llarg dels anys passant per una desena de xips que han anat integrant dispositius com telèfons intel·ligents, tauletes i fins i tot ordinadors portàtils. El xip Gobi més recent és el MDM9600™ que incorpora LTE 4G, doble canal de HDSPA+ i GPS assistit.
Aquesta és una tecnologia molt important per Qualcomm fins al punt que han creat una sèrie a part dels processadors Snapdragon on hi ha processadors Qualcomm basats en aquesta tecnologia.

### SecureMSM™
És una tecnologia creada per Qualcomm que millora la seguretat de les dades de l'usuari d'un dispositiu amb xip Qualcomm davant amenaces a través connexions sense fils. Aquesta tecnologia es basa en les restriccions de gestió de drets digitals (digital rights management) controlant l'accés a dades sensibles com per exemple de pagament en línia, localització... Aquesta tecnologia es plasma en el maquinari en un xip nou (ARMU). De fet, també té la missió de controlar l'accés tant per programari com per connexions externes de les intrusions al dispositiu. Per evitar-ho, es restringeix l'accés a certes parts de memòria amb la finalitat de no permetre un mal funcionament del dispositiu. D'aquesta manera no es poden fer canvis a memòria o aprofitar els senyals de desbordament per aconseguir dades.

### Battery life
Tecnologia Qualcomm que permet administrar el consum dels diferents components del xip Snapdragon. Principalment es tracta de les CPU's però també dels mòduls processador de senyals digitals. Consisteix a aturar les parts del xip que no estan fent feina útil contribuint així a la durabilitat de la bateria. Com veurem en el següent apartat, la majoria de processadors tenen tecnologies similars per prolongar la càrrega de la bateria. L'altra opció és utilitzar diferents estats d'execució i jugar amb la variació de freqüència per reduir el consum. A més a més, els processadors Qualcomm Snapdragon també integren la tecnologia Quick Charge que segons Qualcomm ofereix una càrrega un 75% més ràpida que la convencional i també la tecnologia WiPower que també ofereix una administració del consum pel que fa a les comunicacions sense fils com 4G, 3G, wifi, Bluetooth,... En el cas de WiPower es començarà a aplicar en processadors que han anat sortint durant el 2015 com per exemple l'Snapdragon 810.

## Arquitectures

### Scorpion™ CPU architecture
El novembre del 2005 Qualcomm va introduir els processadors (CPU) Scorpion. Aquests processadors solen treballar al voltant d'1 Ghz de freqüència i va suposar el primer microprocessador específicament dissenyat i optimitzat per ser integrat en els SoC Qualcomm's Mobile Station Modem™ (MSM™) solutions. És una arquitectura basada en el conjunt d'instruccions ARMv7. Tot i això el primer sistema en xip de Qualcomm data del 2007.

### Superior Krait™ CPU architecture
A partir del 2012 els System on chip Qualcomm han incorporat en les sèries Snapdragon 400, 600 i 800 unitats de processament centralitzat amb arquitectura basada en ARM. En aquests processadors és freqüent l'execució de les instruccions fora d'ordre, especulació i execució superescalar. Aquests processadors funcionen amb un conjunt d'instruccions amb versió ARMv7. L'Arquitectura Krait representa l'evolució de l'arquitectura Scorpion també dissenyada per Qualcomm que clarament veu incrementat el seu rendiment.

### Adreno GPU
Representen un conjunt de GPU's desenvolupades per Qualcomm. De fet Adreno va pertànyer a AMD i prèviament a ATI. Actualment hi ha 4 sèries diferents de GPU's Adreno:

#### Adreno 100
Només consta d'un model i oferia molt poc rendiment. Tenia una segmentació de memòria no programable amb funció fixa. Aconseguia computar 1,2 GFLOPS i executar codi en OpenGL, OpenVG i Direct3D Mobile.

#### Adreno 200
Consta de 6 models diferents (200 AMD, 200, 203, 205, 220, 225). A mesura que el nombre del model augmenta també augmenten les seves prestacions. Totes aquestes GPU's tenen un shader unificat de 5 vies. El nombre d'ALUs segons el model va de 8 a 32 i augmenta la seva capacitat de processar triangles, píxels i també la computació d'instruccions de coma flotant. S'assoleixen GFLOPS que van des de 2,1 al model més baix de la gamma fins a 25,6 GFLOPS al model més potent de la sèrie.

#### Adreno 300
Consta de 6 models diferents (302, 304, 305, 306, 320, 330) que segueixen mantenint la mateixa arquitectura dels shaders de la sèrie 200. Tot i això Quacomm fa un pas més enllà i augmenta el nombre de ALU's (que aquest cop oscil·la entre 24 i 128) i també augmenta tant la capacitat de processament de milions de triangles per segon com els GFLOPS que van de 12,8 fins a 166,5 GFLOPS segons el model.

#### Adreno 400
És la sèrie “top of gamma” i consta de 4 models els dos últims força recents (405, 418, 420 i 430). En aquest cas encara van més enllà. Tot i mantenir-se el model de shaders s'arriba fins a 288 ALUs en el model 430 i s'augmenta considerablement la capacitat de processament de Mtriangles/s, de píxels i els GFLOPS arribant a 388,8 GFLOPS.

## Sèries

### S1
És la primera sèrie de processadors Qualcomm Snapdragon que va crear l'empresa i comprèn els processadors que van crear entre el 2007 i el 2010. Els processadors que conté aquesta sèrie es caracteritzen per tenir CPU Scorpion (dissenyats per Qualcomm) d'1 Ghz i processadors d'ARM Holdings amb freqüència inferior a 1 Ghz entre els quals destaca el Cortex A5. Tots ells comparteixen que porten la GPU Adreno 200, chipsets mòdem, GPS, wifi,... similars. Els processadors de la sèrie que van entre el 2007 i 2008 tenen una arquitectura basada per la interpretació d'instruccions ARMv6 i el 2008 es fa el canvi a ARMv7, per això els altres processadors a partir de llavors van amb ARMv7.
Com a dispositius que integren els xips Qualcomm Snapdragon S1 destaquen: ZTE Skate, Huawey Ascend II, LG Optimus L3 II,... i molts d'altres.

### S2
És la sèrie de processadors Qualcomm Snapdragon que conté els processadors creats l'any 2010. Tots ells es caracteritzen per treballar amb CPU's amb freqüències entre 0,8 i 1,4 GHz i d'arquitectura Scorpion (Qualcomm) i també per incorporar tots la GPU Adreno 205. Algunes millores respecte a la sèrie anterior és la possibilitat de treballar amb càmeres de fins a 12 MP i posicionament GLONASS.
Aquests processadors S2 s'han utilitzat en dispositius com: Nokia Lumia 710, Nokia Lumia 900, LG Optimus L7 II,... com a més coneguts.

### S3
És la sèrie de processadors Qualcomm Snapdragon que conté els processadors creats per l'empresa entre el 2010 i el 2011. Es caracteritzen per treballar amb CPU's d'arquitectura Scorpion d'entre 1,2 i 1,7 Ghz de freqüència Dual Core i GPU's Adreno 220 (dissenyada per Qualcomm). A més a més també es pot destacar la capacitat de suportar més resolució de pantalla, vídeo i una càmera de fins a 16 MP.
Aquests processadors s'han utilitzat per exemple en aquests dispositius: Samsung Galaxy S II, Sony Xperia S,...

### S4

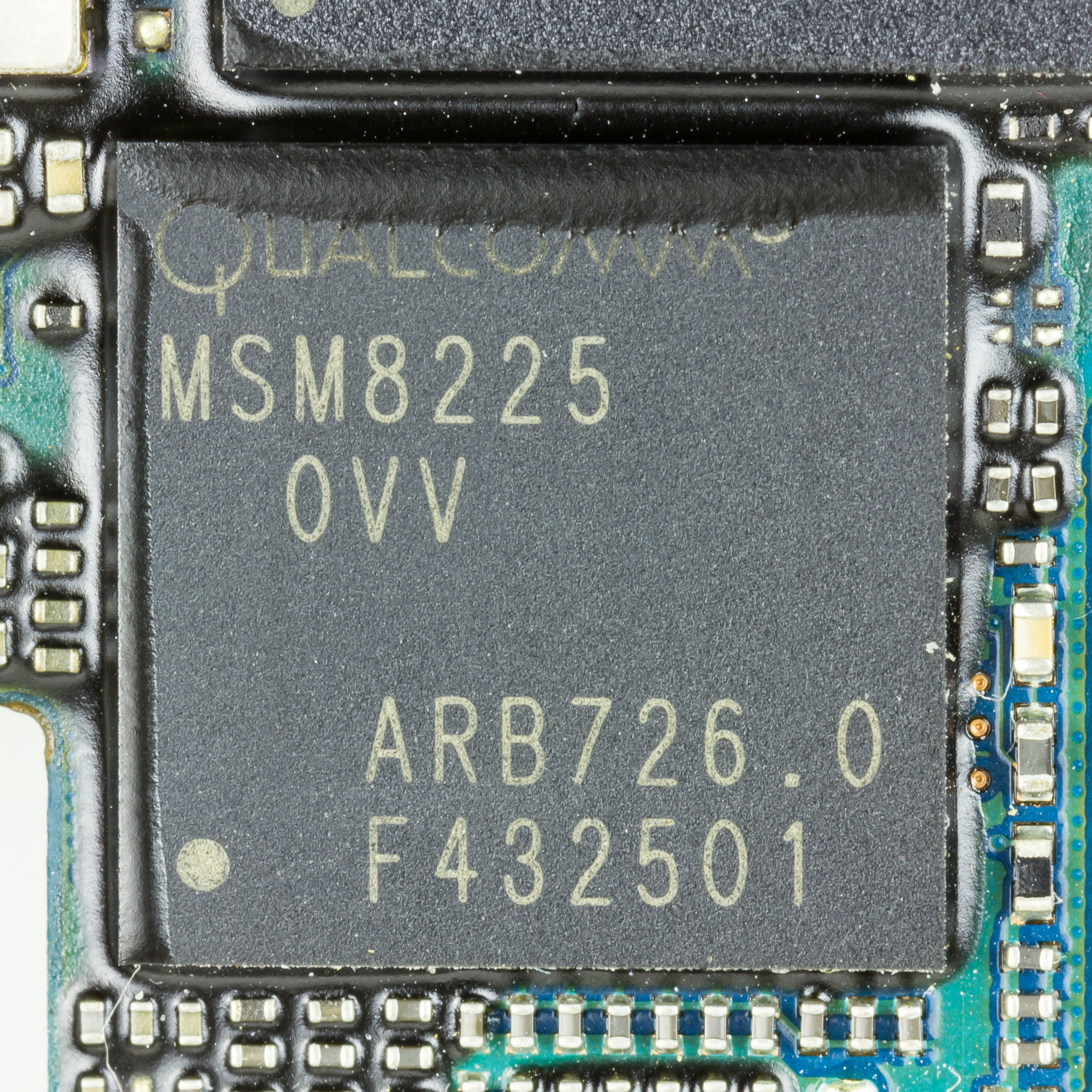
S4 - Qualcomm MSM8225

És la sèrie de processadors Qualcomm Snapdragon que conté els processadors creats entre els anys 2011 i 2012 tot i que en conté algun també del 2013. Es caracteritzen per tenir processadors tant d'ARM (Cortex A5) com processadors ja d'arquitectura Krait Dual i Quad core (dissenyada per Qualcomm). Les principals millores respecte a les sèries anteriors són la incorporació de GPU's des de l'Adreno 203 fins a l'Adreno 320. També es pot esmentar la integració de mòdem 3G i 4G, i també a la possibilitat d'integració de càmeres fins a 20 MP. Alguns dels dispositius que destaquen amb xips S4 són: Nokia Lumia 720, Samsung Galaxy Ace III, Sony Xperia ZL,...

### Sèrie 200
Representa la gamma més baixa de processadors Snapdragon. És la gamma que engloba els processadors 200, 208, 210 i 212. Els processadors que s'empren són processadors Cortex (d'ARM Holdings).
| Processador | 200                                                                       | 208                                 | 210                                 | 212                                       |
| ----------- | ------------------------------------------------------------------------- | ----------------------------------- | ----------------------------------- | ----------------------------------------- |
| CPU         | Quad-core ARM® Cortex™ A7 a 1,2 GHz o Quad-core ARM® Cortex™ A5 a 1,4 GHz | Dual-core ARM® Cortex™ A7 a 1,1 GHz | Quad-core ARM® Cortex™ A7 a 1,1 GHz | Quad-core ARM® Cortex™ A7 a més d'1,3 GHz |
| GPU         | Adreno 302                                                                | Adreno 304                          | Adreno 304                          | Adreno 304                                |
| Modem       | 3G                                                                        | 3G                                  | Gobi 4G LTE (150 Mbps)              | X5 LTE (més de 150 Mbps)                  |
| Video       | 750p HD                                                                   | 750p HD                             | 1080p HD                            | 1080p 30fps                               |
| Càmera      | 8 Mp                                                                      | 5 Mp                                | 8 Mp                                | 8 Mp                                      |
| Pantalla    | 720p (pantalla externa)                                                   | 960 (16:9) qHD                      | 720p (pantalla dispositiu)          | Més de 720p                               |

Alguns exemples de dispositius que porten xips Qualcomm Snapdragon d'aquesta sèrie són: Huawei Ascent G6, HTC Desire 316, Nokia Lumia 530,... entre molts altres.

### Sèrie 400
Representa una gamma baixa-intermèdia de processadors Snapdragon. És la gamma que engloba els processadors 400, 410, 415 i 425.
| Processador | 400                                 | 410                                               | 415                                               | 430                                               |
| ----------- | ----------------------------------- | ------------------------------------------------- | ------------------------------------------------- | ------------------------------------------------- |
| CPU         | Dual-core ARM® Cortex™ A7 a 1,7 GHz | Quad-core ARM® Cortex™ A53 a 1,4 GHz (32/64 bits) | Octa-core ARM® Cortex™ A53 a 1.4 GHz (32/64 bits) | Octa-core ARM® Cortex™ A53 a 1.2 GHz (32/64 bits) |
| GPU         | Adreno 305                          | Adreno 306                                        | Adreno 405                                        | Adreno 505                                        |
| Modem       | Gobi 4G LTE (150 Mbps) RF360        | Gobi 4G LTE (150 Mbps) RF360                      | X5 LTE                                            | X6 LTE                                            |
| Video       | 1080p HD                            | 1080p HD                                          | 1080p@30fps                                       | 1080p@30fps                                       |
| Càmera      | 13,5 Mp                             | 13,5 Mp                                           | 13 Mp                                             | 21 Mp                                             |
| Pantalla    | 1080p (pantalla externa)            | 1080p (pantalla externa)                          | 720p@60fps                                        | 1080p                                             |

Aquests són alguns dels dispositius que porten xips Qualcomm Snapdragon de la sèrie 400 són: Samsung Galaxy Tab 4, Samsung galaxy S3, Motorola Moto G (2a generació), Sony Xperia E3,... entre d'altres.

### Sèrie 600
Representa una gamma intermèdia-alta de processadors Snapdragon. És la gamma que engloba els processadors 600, 602A, 610, 615, 616 i 650.

| Processador | 600                           | 602A                          | 610                                               | 615                                                      | 616                                | 650                                               |
| ----------- | ----------------------------- | ----------------------------- | ------------------------------------------------- | -------------------------------------------------------- | ---------------------------------- | ------------------------------------------------- |
| CPU         | Quad-core Krait 300 a 1,9 GHz | Dual-core Krait 300 a 1,5 GHz | Quad-core ARM® Cortex™ A53 a 1,7 GHz (32/64 bits) | Quad-core 1,7 GHz ARM® Cortex™ A53 + quad-core 1 GHz A53 | Octa-core 1,7 GHz ARM® Cortex™ A53 | Hexa-core 2x ARM® Cortex™ A72 + 4x ARM Cortex A53 |
| GPU         | Adreno 320                    | Adreno 320                    | Adreno 405                                        | Adreno 405                                               | Adreno 405                         | Adreno 510                                        |
| Modem       | -                             | -                             | Gobi 4G LTE (150 Mbps)                            | Integrated 4G LTE World Mode (>150Mbps)                  | X5 LTE                             | X8 LTE                                            |
| Video       | 1080p HD                      | 1080p30 HD                    | 1080p60 HD                                        | 1080p60 HD                                               | 1080p                              | 4K Ultra HD                                       |
| Càmera      | 21 Mp                         | 21 Mp                         | 21 Mp                                             | 21 Mp                                                    | 21 Mp                              | 21 Mp                                             |
| Pantalla    | 2048x1536 p                   | 2048x1536 p                   | 2048x1536 p                                       | 2048x1536 p                                              | WQXGA (2560x1600)                  | Quad HD (2560x1600)                               |

Alguns exemples de dispositius que porten xips Qualcomm Snapdragon d'aquesta sèrie són: Nexus 7, HTC one max, Samsung galaxy S4, Xiaomi MiTV, LG optimus G,... entre d'altres.

### Sèrie 700
Representa una gamma intermèdia-alta de processadors Snapdragon. Presentada al MWC 2018 de Barcelona.
| Processador | 700                                         |
| ----------- | ------------------------------------------- |
| CPU         | Kryo                                        |
| GPU         | ?                                           |
| Modem       | LTE ultraràpida Bluetooth 5 Àudio multicast |
| Video       | ?                                           |
| Càmera      | ?                                           |
| Pantalla    | ?                                           |

### Sèrie 800
Representa una gamma alta de processadors Snapdragon. És la gamma que inclou els processadors 800, 801, 805, 808 i 810. Aquesta és la darrera sèrie que Qualcomm ha creat.
| Processador | 800                                                                            | 801                                                                            | 805                                                                            | 808                                                                         | 810                                                              | 820                                                    | 835                                                     | 845                                                                          |
| ----------- | ------------------------------------------------------------------------------ | ------------------------------------------------------------------------------ | ------------------------------------------------------------------------------ | --------------------------------------------------------------------------- | ---------------------------------------------------------------- | ------------------------------------------------------ | ------------------------------------------------------- | ---------------------------------------------------------------------------- |
| CPU         | Quad-core Krait 400 a 2,3 GHz                                                  | Quad-core Krait 400 a 2,5 GHz                                                  | Quad-core Krait 450 a 2,7 GHz                                                  | Dual-core ARM® Cortex™ A57 and quad-core A53                                | Quad-core ARM® Cortex™ A57 and quad-core A53                     | 2 + 2 Quad-core                                        | 4 + 4 Octa-core (2.45 GHz+1.9 GHz A73 custom)           | 4 + 4 Octacore (2.8 GHz A75 custom +1.8 GHz A55 custom)                      |
| GPU         | Adreno 330                                                                     | Adreno 330                                                                     | Adreno 420                                                                     | Adreno 418                                                                  | Adreno 430                                                       | Adreno 530                                             | Adreno 540                                              | Adreno 630                                                                   |
| Modem       | Gobi LTE 4G Gobi LTE 4G Advanced With carrier aggregation LTE (150 Mbps) RF360 | Gobi LTE 4G Gobi LTE 4G Advanced With carrier aggregation LTE (150 Mbps) RF360 | Gobi LTE 4G Gobi LTE 4G Advanced With carrier aggregation LTE (300 Mbps) RF360 | Integrated X10 LTE (>450Mbps)                                               | Integrated X10 LTE (>450Mbps)                                    | X12 LTE (baixada fins a 600Mbs. pujada fins a 150 Mps) | X16 LTE (baixada fins a 1000Mbs. pujada fins a 150 Mps) | X20 LTE (baixada fins a 1200Mbs. pujada fins a 150 Mps) Bluetooth 5 2x VoLTE |
| Video       | 1080p HD i 4K Ultra HD                                                         | 1080p HD i 4K Ultra HD                                                         | 1080p HD i 4K Ultra HD                                                         | 4K capture and playback                                                     | 4K capture and playback                                          | 4K display a 60 fps                                    | UHD/60fps                                               | 4K Ultra HD, 60 fps                                                          |
| Càmera      | 21 Mp                                                                          | 21 Mp                                                                          | 55 Mp                                                                          | Dual ISP 21Mp/8Mp                                                           | Dual ISP >55Mp                                                   |                                                        |                                                         | Efecte Bokeh amb sensor únic                                                 |
| Pantalla    | 1080p i 4K ultra HD (pantalles externes) 2560x2045 (dispositiu)                | 1080p i 4K ultra HD (pantalles externes) 2560x2045 (dispositiu)                | 1080p i 4K ultra HD (pantalles externes) Ultra HD (dispositiu) Sortida HDTV    | 1080p i 4K ultra HD (pantalles externes) 2560x1600 4K ultra HD (dispositiu) | 1080p i 4K ultra HD (pantalles externes) 4K utra HD (dispositiu) |                                                        |                                                         | 1080p i 4K HDR a 60 fps i 10 bit de color. Càmara lenta a 480 fps i 720p     |

Alguns exemples de dispositius que porten xips Qualcomm Snapdragon d'aquesta sèrie són: Samsung Galaxy Note 3, Note Pro 12.2 i Galaxy Note Pro 12.2, Sony Xperia Z2, HTC One, Amazon Fire HDX 8.9, Nexus 6,... entre d'altres.